# Carla Bruinenberg
Carla Bruinenberg (ur. 17 lutego 1944 w Deventer) – holenderska szachistka, mistrzyni FIDE od 1984 roku.

## Kariera szachowa
W pierwszej połowie lat 80. XX wieku należała do ścisłej czołówki holenderskich szachistek. Trzykrotnie (1982, 1983, 1984 – wspólnie z Heleen de Greef) zdobyła tytuły indywidualnej mistrzyni kraju. Również trzykrotnie (1980, 1982, 1984) reprezentowała narodowe barwy na szachowych olimpiadach, najlepszy wynik uzyskując w 1982 r. w Lucernie, gdzie holenderskie szachistki zajęły VIII miejsce.
Od 1990 r. w turniejach klasyfikowanych przez Międzynarodową Federację Szachową startuje bardzo rzadko.
Najwyższy ranking w karierze osiągnęła 1 stycznia 1987 r., z wynikiem 2175 punktów zajmowała wówczas 3. miejsce (za Heleen de Greef i Alexandrą van der Mije) wśród holenderskich szachistek.